# Mistrovství světa v ledním hokeji 2005 (Divize III)
Mistrovství světa v ledním hokeji (Divize III) se probíhala ve dnech 7. dubna–13. dubna 2005 v mexickém městě Ciudad de México.

## Skupina
| Poř. | Země         | Z | V | R | P | Skóre | B |
| ---- | ------------ | - | - | - | - | ----- | - |
| 1.   | Mexiko       | 4 | 4 | 0 | 0 | 60:3  | 8 |
| 2.   | Jižní Afrika | 4 | 3 | 0 | 1 | 47:12 | 6 |
| 3.   | Lucembursko  | 4 | 2 | 0 | 2 | 49:16 | 4 |
| 4.   | Irsko        | 4 | 1 | 0 | 3 | 32:20 | 2 |
| 5.   | Arménie      | 4 | 0 | 0 | 4 | 5:142 | 0 |

 Arménie –  Jižní Afrika 1:33 (0:11, 0:14, 1:8)
7. března – Ciudad de México
 Mexiko –  Lucembursko 2:0 (2:0, 0:0, 0:0)
7. března – Ciudad de México
 Irsko –  Arménie 23:1 (9:0, 5:0, 9:1)
8. března – Ciudad de México
 Lucembursko –  Irsko 8:4 (2:0, 3:0, 3:4)
9. března – Ciudad de México
 Jižní Afrika –  Mexiko 2:4 (1:2, 0:0, 1:2)
9. března – Ciudad de México
 Lucembursko –  Arménie 38:3 (9:2, 12:0, 17:1)
10. března – Ciudad de México
 Irsko –  Jižní Afrika 4:5 (1:0, 0:2, 3:3)
11. března – Ciudad de México
 Arménie –  Mexiko 0:48 (0:13, 0:18, 0:17)
11. března – Ciudad de México
 Jižní Afrika –  Lucembursko 7:3 (3:0, 2:2, 2:1)
12. března – Ciudad de México
 Mexiko –  Irsko 6:1 (0:0, 4:0, 2:1)
12. března – Ciudad de México